# Litfiba
Litfiba - це культовий італійський рок-гурт, з Флоренції.
За свою 30-річну творчу діяльність, колектив видав понад 20 студійних альбомів, а також безліч різноманітних компіляцій, концертних альбомі, синглів тощо. Звучання колективу, за час його діяльності, пройшло певну еволюцію: видавши свої перші студійні записи, створенні під впливом британських new wave-груп - на початку 90-х гурт змінив своє звучання на більш гітарне, рокове, яке було "розбавлене" середземноморською мелодикою. Лірика майже всіх пісень має соціальний характер і найчастіше порушує такі проблеми як війни, голод, людські пороки та інше. Відкрито висловлювати свою думку про політичну владу, про нав'язуваної релігії і несправедливості устрою суспільства - завжди вважалося серед учасників нормою.
За роки існування гурту, крізь його склад пройшла велика кількість музикантів, але головним творчим стержнем були двоє - це харизматичній вокаліст П'єро Пелу, та віртуозний гітарист Федеріко "Гіго" Ренцуллі. В них не було і немає закріплених музикантів, багатьох вони просто запрошують на час турів і концертів. Саме тому "Літфіба" - це все-таки гурт, а не дует, але на всіх фотосесіях, на всіх інтерв'ю та програмах (і часто навіть у кліпах) можна побачити тільки їх двох. Протягом десяти років - з 1999 до 2009, через суперечки та взаємні претензії, Пелу залишив розташування колективу і займався успішною сольною творчістю.

## Історія

### Перша ера. Трилогія Влади (1980-1989)
Гурт виник у Флоренції в 1980 році. Група була названа на честь телекс коду для флорентійської вулиці Барді (Via dei Bardi), де у гурту знаходилась репетаційна база (<L> ocalità <it> alia <FI> renze Via Dei <BA> RDI). На початку колектив складався з 4 учасників: Федеріко Ренцуллі (на прізвисько Ghigo) - гітари і вокал, Джанні Марокколо на басу, Сандро Дотта на соло-гітарі - покинув групу після декількох тижнів - і Франческо Каламай на барабанах. Незабаром до колективу приєдналися клавішник Антоніо Аяцці і вокаліст П'єро Пелу. Перші пісні щойно створенного гурту, заспіванні англійською, за своїм звучанням були створенні під величезним впливом панку та new wave. Перший концерт Litfiba відбувся 8 грудня 1980 року (день вбивства Джонна Леннона) в містечку Сеттіньяно неподалеку від Флоренції.
Першим студійним записом групи став міні-альбом (EP) «Guerra» (італ. Війна) з 5-ма піснями (виданий у 1982), а потім через рік, на 7-ми дюймових платівках побачив світ сингл "Luna/La preda", завдяки якому гурт здобув перше місце на "2° festival rock italiano". Тим часом, Каламай був замінений на барабанах Ренцо Франчі: з цим складом колектив працювала над саундтреком до фІльму Eneide di Krypton. Через деякий час Франчі залишив групу, його замінив Лука Де Бенедиктіс, відомий як Рінго Де Пальма, з яким група записала «Yassassin», 12-дюймовий (300 мм) сингл, що містить новий трек "Electrica Danza", і кавер пісні Девіда Боуї.
Група випустила свій перший повноцінний альбом, «Desaparecido» (ісп. Зниклі) в 1985 році. Після цього світ побачив EP «Transea» (1986) і другий повноформатний студійник «17 Re» (італ. 17 королів). Гурт вирушає на свій перший гастрольний тур, за мотивами якого виходить перший концертний альбом «12/5/87». (В подальшому - видання концертника після студійника стане традицією Litfiba.) Платівка «Litfiba 3» (1988) була останнім записом за участі Марокколо, де-Пальма та ін Аяцці як повноцінних членів гурту, хоча останній залишиться як сесійний музикант до 1996 року.
Перші три альбоми утворюють, так звану, «Трилогію влади» (по-італійськи "Trilogia del potere"), присвячену дослідженню впливу тоталітаризму на суспільство. Реліз концертного альбому «Pirata», записаного на концертах 1988—1989 туру, відзначив закінчення ери Трилогії влади і тим самим поставив крапку у першій главі історії гурту. Також, на VHS, була видана і відео-версія "Pirata Tour".

### Друга ера. Тетралогія Елементів (1989-1999)
Невдовзі музиканти повернулися до студії, щоб записати «El Diablo» (ісп. Диявол) - альбом з набагато більш "сирим", гітарним звучанням, тепло зустрінутий шанувальниками і критиками. На підтримку платівки, до ротації на музичних каналах, було знято три відеокліпи "Proibito", "Gioconda" та "El Diablo". Перед гуртом почали відкривалися нові горизонти - справжню популярність і славу, Litfiba, здобули саме на початку 90-х. Послідував дуже успішний концертний тур, за мотивами якого вже традиційно вийшли концертні альбом та відео.
На початку 1992-го виходить збірка «Sogno Ribelle» (італ. Повстанські пісні), яка мала великий успіх. Основної ідеєю цієї компіляції стала обробка старих пісень в більш роковому, гітарному аранжуванню, до якого еволюціонував колектив. Також на збірці присутня  невидана пісня, під назвою "Linea d'Ombra". Через рік, у 1993-му Litfiba випустила свій найважкіший, за звучанням, альбом «Terremoto» (італ. Землетрус). Ситуація у політичному житті Італії та всього Світу - становиться головною тематикою цього альбому.
Поступово у учасників колективу почали визрівати ідеї стосовно нової концептуальної серії альбомів - цього разу тетралогії, присвяченої елементам природи вогню, воді, землі та повітрю. Так El Diablo був присвячений вогню Terremoto - землі. У 1994 році вийшов альбом «Spririto» (італ. Дух), який був присвячений повітрю. На підтримку платівки було видано вже чотири сингла, а також, вже традиційно, був проведений великий концертний тур, по завершенні якого світ побачили документальні матеріали як концертний альбом та VHS під назвою «Lacio drom». Після чисельних концертів, музиканти вирішують піти у відпустку: протягом другої половини 1995-го та початку 1996-го - Litfiba робе паузу у концертній і студійній діяльності. 
У 1997 році виходить «Mondi Sommersi» (італ. Затоплені світи) альбом, який закривав тетралогію елементів і який був присвячений воді. Платівка розійшлася накладом 700000 проданих копій. Тур на підтримку цього альбому став найбільшим туром у історії Litfiba і був увічнений на VHS під назвою «Croce e delizia» (італ. Благословення). Частина прибутків від продажів платівок пішла жертвам землетрусу в регіонах Умбрія і Марке. Наступний, восьмий студійний альбом «Infinito» (італ. Нескінченний) (1999) став останнім альбомом групи з фронтменом П'єро Пелу як вокалістом. Хоча запис отримав багато критики через свій, так званий, «легкий» звук, альбом був проданий майже мільйонним тиражем. На "Infinito Tour", напруженість у відносинах між Пелу та Ренцуллі стала нестерпною. В одному з інтерв'ю на запитання чому так сталося, П'єро ухильно відповів: "Неможливо грати разом, коли ви вже не відчуваєте один одного, при такому розкладі немає місця музиці". Останнє шоу з Пелу відбулася на "Monza Rock Festival 1999". Офіційно він перестав бути членом гурту 11 липня 1999 року. Він розпочав успішну сольну кар'єру.

### Третя ера (1999-2009)
П'єро, для свого акомпонуючого складу, забрав майже всіх музикантів, які були тоді у складі Litfiba. Також він залишив за собою права на офіційну емблему колективу "рогате серце". Незабаром після цього, Пелу написав свою біографію, яка називається "Perfetto difettoso" ("Ідеальний у своїх недоліках"), де дуже несхвально відгукувався про Гіго і вилив на нього багато бруду.
Що стосується історії гурту після відходу з неї Пелу, то її не можна назвати успішною. Багато хто говорив, що колектив просто почав потроху вмирати. На місце П'єро взяли Cabo (Gianluigi Cavallo) - вельми харизматичного молодого хлопця, але шанувальники почали звинувачувати його в тому, що він намагається бути схожим на Пелу і не має своєї індивідуальності. Однак, у такому складі група випустила цілих 3 альбоми. Потім Кабо пішов і на його місце взяли Filippo Margheri, який протримався на всього один рік і без єдиного альбому в активі. На жаль, Пелу виявився незамінний.

### Четверта ера. Повернення П'єро (з 2009-го)
У листопаді 2009 року менеджер групи Альберто Піреллі оголосив, що Litfiba збирається розпадатися. Через місяць, 11 грудня 2009 року, у повідомленні, розміщеному на офіційному сайті, група оголосила про возз'єднання двох історичних засновників: П'єро Пелу і Федеріко Ренцуллі. Вони зіграли чотири концерти навесні 2010 року, під псевдонімом Litfiba: Мілан (13 квітня), Флоренція (16 квітня), Рим (19 квітня), Ачіреале (21 квітня). На честь возз'єднання була видана компіляція «Stato libero di Litfiba» (італ. Вільна держава Litfiba), яка містила дві нові пісні, одна з яких - «Sole nero» (італ. Чорне сонце) - була видана окремим синглом, і стала великим хітом, діставшись 10 сходинки хіт-параду Італії. Слід сказати, що це возз'єднання викликало багато пересудів. З одного боку, фанати насилу могли повірити у своє щастя, адже повернення П'єро їм здавалося нездійсненною мрією. З іншого боку, деякі дивувалися - як можна знову виступати разом після того, скільки всього вони один одному наговорили? Дуже популярною була думка, що реюнінг відбувся через фінансові обставини.
17 січня 2012 вийшов новий альбом «Grande Nazione» (італ. Великий Народ), на підтримку якого були виданні два синглу "Squalo" (італ. Акула) (25 листопада 2011) і "La Mia Valigia" (італ. Моя валіза) (13 січня 2012).

## Учасники
- Федеріко Ренцуллі: гітари (1980-)
- П'єро Пелу: вокал (1980–1999, 2009-)
- Даніеле Багні: бас (1994–1999, 2009-)
- Федеріко Сагона: клавішні (2009-)
- Піно Фіданца: барабани (2008-)
- Козімо Цаннеллі: ритм-гітара (2012-)

## Дискографія

### Студійні альбоми
- 1983 - Eneide di Krypton (саундтрек до фільму)
- 1985 - Desaparecido
- 1986 - 17 re
- 1988 - Litfiba 3
- 1990 - El diablo
- 1993 - Terremoto
- 1994 - Spirito
- 1997 - Mondi sommersi
- 1999 - Infinito
- 2000 - Elettromacumba
- 2001 - Insidia
- 2005 - Essere o sembrare
- 2012 - Grande nazione

### EP
- 1982 - Litfiba
- 1983 - Luna/La preda
- 1984 - Yassassin
- 1986 - Transea

### Концертні альбоми
- 1984 - Live in Berlin
- 1987 - 12-5-87
- 1989 - Pirata
- 1994 - Colpo di coda
- 1995 - Lacio drom
- 1998 - Croce e delizia
- 2000 - Live on Line
- 2005 - '99 Live
- 2010 - Stato libero di Litfiba

## Відеографія
- 1990 - Pirata Tour '90
- 1991 - El diablo Tour
- 1992 - Sogno ribelle
- 1995 - Lacio drom
- 1998 - Croce e delizia
- 2005 - Cento giorni verso est...